# Glycosylation
La glycosylation est une réaction enzymatique consistant à lier de façon covalente un glucide à une chaîne peptidique, une protéine, un lipide ou d'autres molécules. À ne pas confondre avec la glycation, réaction purement chimique et spontanée. Le processus de glycosylation débute dans le réticulum endoplasmique rugueux (RER) et s'achève dans l'appareil de Golgi. La glycosylation concerne essentiellement les protéines membranaires ainsi que les protéines sécrétées.
Des remaniements de la glycosylation primaire, comme la suppression de certains résidus glucidiques se produisent dans l'appareil de Golgi distal (late Golgi).
Il est néanmoins important de préciser que seules la N-glycosylation et la C-glycosylation débutent dans le réticulum endoplasmique (uniquement le RER en ce qui concerne les protéines) pour s'achever dans l'appareil de Golgi, car la O-glycosylation, qui se fait sur des résidus hydroxylés (hydroxylysine, hydroxytyrosine, hydroxyproline) est exclusivement réalisée par l'appareil de Golgi.
La glycosylation rend les polypeptides plus résistants à la protéolyse. On distingue deux types de glycosylation majoritaires.

## N-glycosylation

Les différents type de N-glycosylation dans les organismes

C'est l'addition de glucides aux chaînes peptidiques en croissance dès leur entrée dans la lumière du réticulum endoplasmique. Au cours de cette réaction, un oligoside « N-acétyl-glucosamine » initialement fixé à un lipide membranaire, le dolichol, se lie à un acide aminé asparagine (Asn) disponible dans une séquence Asn-X-Serine/Thréonine, où X n'est pas une proline.
Cette réaction est catalysée par une enzyme membranaire de type glycosyltransférase.
La N-glycosylation conduit à des chaînes de sucres courtes et ramifiées : elle met en jeu un noyau invariant qui est composé de 5 oses qui sont 3 mannoses et 2 N-acétylglucosamines.
Cette modification est à l'origine des glycoprotéines.

## O-glycosylation
C'est l'addition de glucides au niveau des résidus -OH des acides aminés sérine et thréonine des chaînes peptidiques présentes dans la lumière de l'appareil de Golgi. Cette réaction est également catalysée par une enzyme de type glycosyl-transférase, et débute en général par une N-acétyl-galactosamine.
La O-glycosylation est souvent effectuée sur les protéoglycanes, et conduit à des chaînes de sucres longues et non ramifiées, qui possèdent de grandes capacités de rétention d'eau. On retrouve beaucoup de protéoglycanes au niveau de la matrice extracellulaire des cellules animales.

### O-fucosylation
Elle  consiste à l'addition d'un fucose par la réaction de couplage catalysée par la protéine-O-fucosyltransférase (POFUT1) sur la fonction hydroxylée d’un résidu sérine ou thréonine. Elle intervient au niveau de séquences consensus à cinq résidus entre deux cystéines, retrouvée dans la séquence : C-X-X-X-X-(S/T)-C. 
Le résidu O-fucosylé peut ensuite subir une élongation par l’ajout d’une molécule de N-acteylglucosamine par la Beta-1,3-N-acetylglucosaminyltransferase Fringe. Ce motif peut être élongé davantage par l’ajout d’un galactose et un acide syalique pour former le tétrasaccharide sialylé siaα2-3/6Galβ1-4GlcNAcβ1-3fucα. Les enzymes à l’origine de ces réactions sont la β-1,4-galactosyltransferase et la siaα2,3/α2,6 sialyltransferase. Ces motifs sont retrouvés dans les domaines de type EGF et les protéines de la famille des thrombospodines.

### O-glucosylation
Elle consiste au couplage d'un glucose par une enzyme de type O-glucosyltransférase qui transfère le groupe glucosyle du donneur (généralement l'UDP-glucose) sur le groupe hydroxyle d'un résidu série ou thréonine. Il existe plusieurs sous-types d'O-glucosyltransférases qui peuvent catalyser cette réaction dans différents contextes biologiques et pour différentes protéines cibles.
Dans la littérature, l'enzyme O-glucosyltransferase 1 (POGLUT 1) catalyse la réaction de couplage d’une molécule de glucose sur la fonction hydroxyle de la sérine dans la séquence C-X-S-X-(P/A)-C. Le monosachharide peut être élongé par 2 xyloses par la β-D-glucoside-α1,3-D-xylosetransferase et la α-D-glucoside-α1,3-D-xylosetransferase. Moins souvent décrite, la réaction de couplage sur la sérine contenu dans la séquence C-X-N-T-G-S-F-X-C est catalysée par la O-glucosyltransferase 2/3 (POGLUT 2/3). 

### O-GlcNAc-glycosylation
Egalement appelée O-glycosylation de type N-acétylglucosamine, la O-GlcNAc-glycosylation est un processus post-traductionnel dans lequel un résidu de N-acétylglucosamine (GlcNAc) est ajouté à des résidus de sérine ou de thréonine. Contrairement à d'autres formes de glycosylation qui ajoutent des chaînes glycanes complexes aux protéines, la glycosylation O-GlcNAc consiste en l'ajout d'un seul résidu GlcNAc.
Seules deux enzymes, l'OGT (O-linked N-acetyl-glucosaminyltransferase) et l'OGA (O-linked N-acetyl-β-D glucosaminidase), contrôlent l'ajout ou la suppression du GlcNAc (N-acétylglucosamine) sur les résidus de sérine ou de thréonine des protéines.
Les sites de glycosylation O-GlcNAc sont généralement caractérisés par la présence de résidus de sérine ou de thréonine suivis d'un résidu de proline. Cependant, la séquence précise entourant le site de glycosylation peut varier considérablement d'une protéine à l'autre, ce qui rend difficile l'identification d'un motif consensus universel.

## C-glycosylation
C'est l'addition d'un mannose sur le carbone C2 du noyau indole du premier tryptophane d'une séquence WxxW. Ce type de glycosylation a déjà été montré sur les protéines suivantes : interleukine 12, ribonucléase 2, les fractions du complément C6, C7, C8, C9.

## Implications biomédicales
Tant la O- que la N-glycosylation sont d'une grande importance dans la signalisation et la reconnaissance cellulaire, particulièrement dans le cas des anticorps où l'on a prouvé notamment que la réaction de type Th2 modifiait la glycosylation des IgA et des IgM, ce qui intervient dans le mécanisme pathogénique de la glomérulonéphrite à IgA (Maladie de Berger).
- Un trouble de la glycosylation cellulaire semble en jeu dans les maladies à prions (dont ESB). Il a été étudié dans le cadre d'une thèse basée sur un modèle murin de tremblante, via une « analyse exhaustive de l’expression du glycogénome murin »[1].
- Une étude publiée dans Nature Communication (Mkhikian et al., 31 mai 2011)[Source?] laisse penser qu'une baisse de N-glycosylation pourrait favoriser la sclérose en plaques (SEP). Chez des souris génétiquement déficientes en N-glycosylation, les chercheurs ont observé l'apparition d'une démyélinisation inflammatoire et une neurodégénérescence, deux caractéristiques de la SEP. En analysant 13 000 échantillons sanguins chez l'homme, les chercheurs trouvent que les personnes atteintes de la SEP présentent un facteur génétique qui altère la glycosylation. Des apports de vitamine D3 et de N-acétylglucosamine rétablissent la bonne glycosylation des protéines sur des cellules in vitro. Chez ces souris mutantes, l'amélioration de la glycosylation s'accompagne d'une rétrogradation des symptômes de SEP.